# عایق الکتریکی
عایق الکتریکی (به انگلیسی: Electrical insulator) ماده ای است که بارهای الکتریکی آن نمی‌توانند آزادانه حرکت کنند. اگر این مواد در میدان الکتریکی قرار گیرند، جریان الکتریکی بسیار کمی در حد میلی آمپر از آنها عبور خواهد کرد.

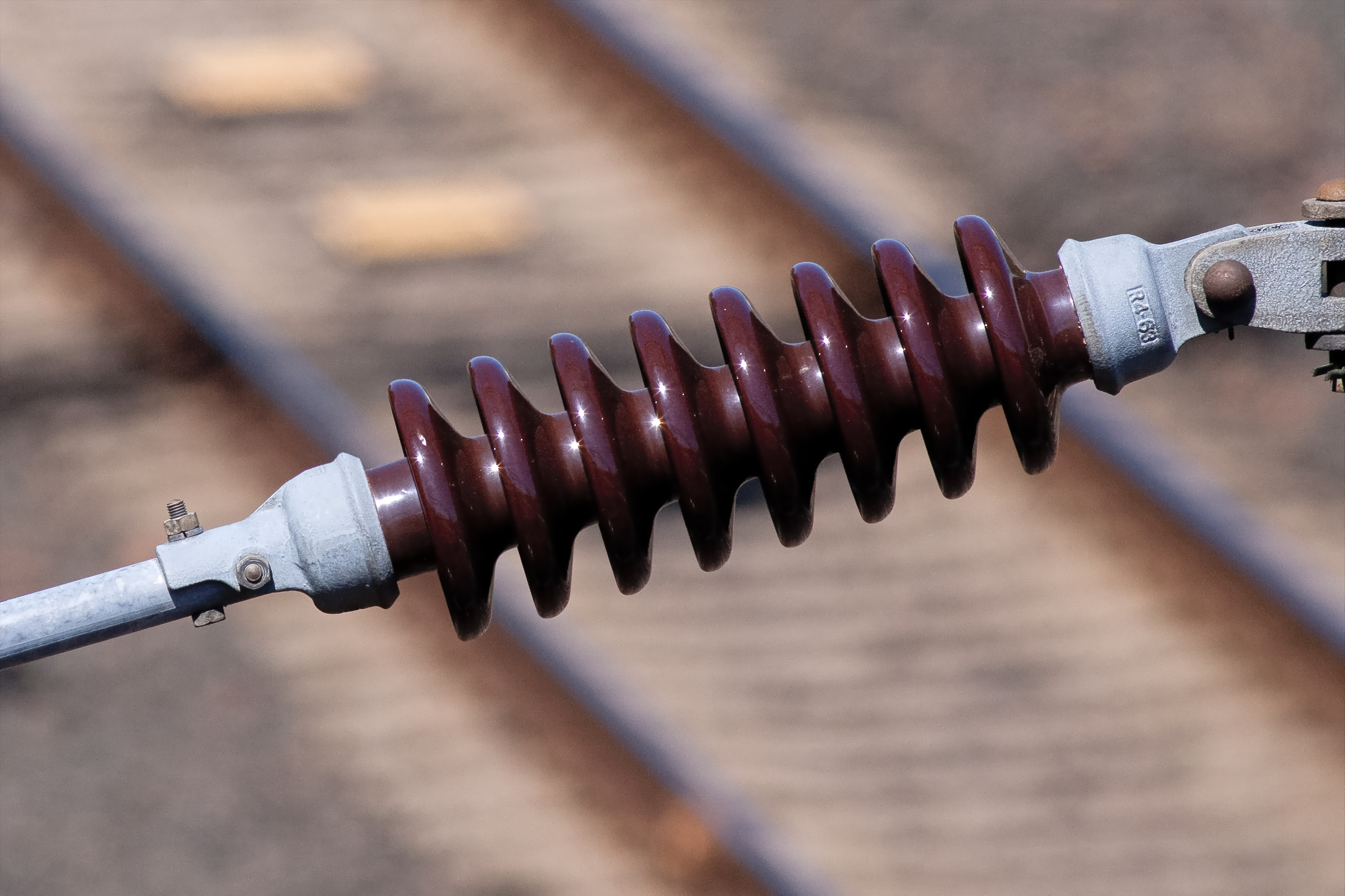
مقره سرامیکی مورد استفاده در راه‌آهن‌های برقی.

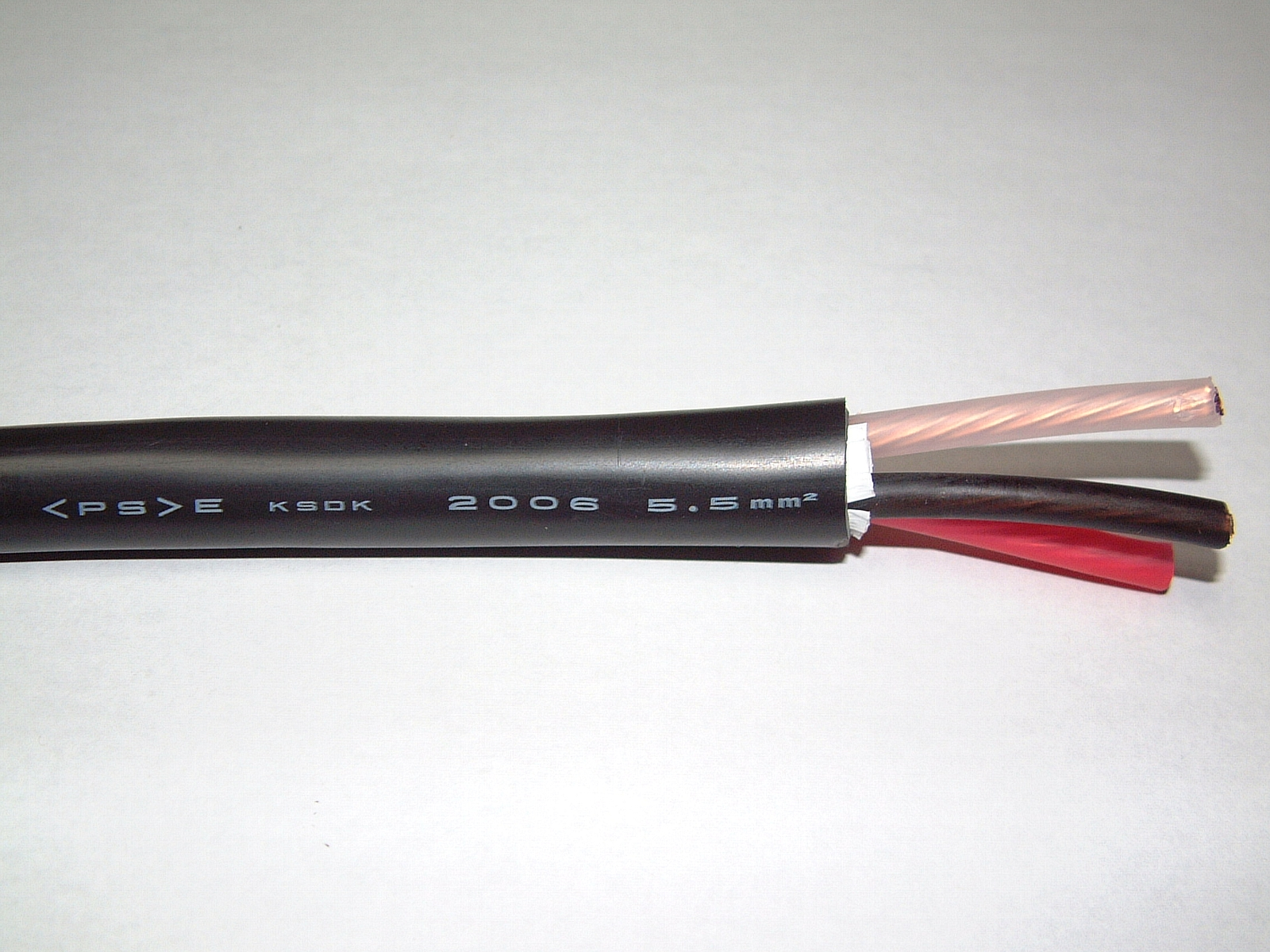
کابل برق سیم مسی ۳ هسته ای، هر هسته با غلاف‌های عایق کدگذاری شده با رنگ جداگانه، همه در یک غلاف محافظ خارجی قرار دارند.

مقاومت الکتریکی عامل متمایزکننده مواد عایق الکتریکی از مواد رسانا و نیم‌رسانا است. مقاومت الکتریکی مواد عایق بالاتر از مواد رسانا و نیم‌رسانا است.
عایق الکتریکی کامل وجود ندارد، چرا که حتی مواد عایق نیز تعدادی الکترون آزاد دارند که می‌توانند جریان را منتقل کنند. همچنین اگر به مواد عایق ولتاژ کافی اعمال شود، میدان الکتریکی می‌تواند از اتم‌ها الکترون جدا کرده و این مواد نیز تبدیل به رسانای الکتریکی شوند.

## کاربردها

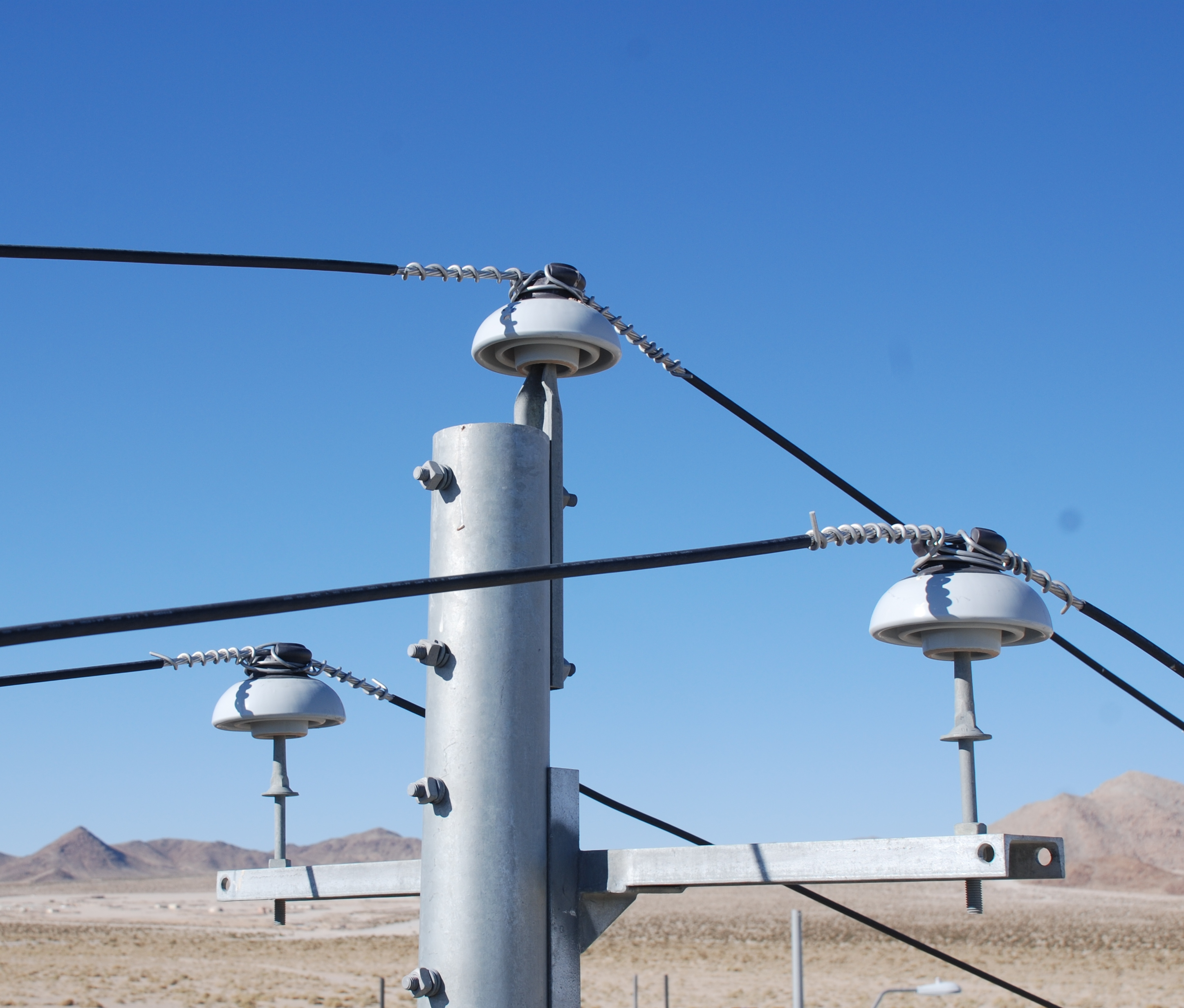
خطوط الکتریکی با مقره‌های سرامیکی در کالیفرنیا، ایالات متحده آمریکا

سیم‌ها و کابل‌های برق اغلب دارای پوشش بسیار انعطاف‌پذیر از یک عایق هستند. به این سیم عایق گفته می‌شود. از آنجا که هوا یک عایق است، در اصل برای نگهداری انرژی به همان اندازه که هست، به ماده دیگری نیاز نیست. خطوط برق فشار قوی معمولاً فقط از هوا به عنوان عایق استفاده می‌کنند و نیاز به عایق دیگری نیست، زیرا پوشش مواد جامد (مانند پلاستیک) غیر عملی است چون مقاومت پایینی دارند. با این حال، در برخی سیم‌های کوتاه برد که خطر اتصال دارند از عایق مناسب استفاده می‌شود. در کابل کواکسیال، مرکز رسانا باید دقیقاً در وسط آن قرار گیرد تا از انعکاس موج جلوگیری کند. ولتاژ بالاتر از ۶۰ ولت می‌تواند باعث شوک الکتریکی به انسان و سایر خطرات شود. مقره‌های پوشش دهنده و عایق‌ها به جلوگیری از همه این مشکلات کمک می‌کند.

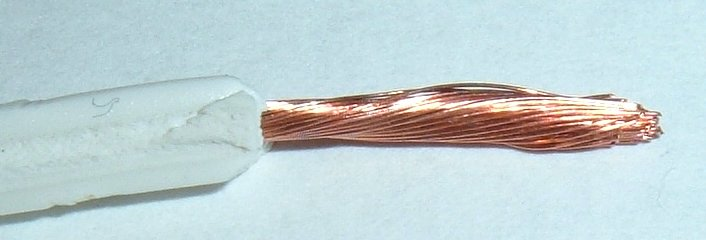
لایه بیرونی پلی اتیلن رسانای مس عایق بندی شده‌است